# Jesse C. Thompson
Pour les articles homonymes, voir Thompson.
 (août 2024).
Si vous disposez d'ouvrages ou d'articles de référence ou si vous connaissez des sites web de qualité traitant du thème abordé ici, merci de compléter l'article en donnant les références utiles à sa vérifiabilité et en les liant à la section « Notes et références ».
Jesse C. Thompson, de son nom complet Jesse Clay Thompson, Jr., mort le 25 décembre 2021, est un professeur de biologie américain spécialiste des ciliés.

## Biographie
Il travaille pour le Roanoke College (en) de Salem, en Virginie.

## Publications
- (en) Jesse C. Thompson, « A redescription of Uronema marinum, and a proposed new family Uronematidae », The Virginia Journal of Science,‎ 1964
- (en) Jesse C. Thompson et Jacques Berger, « Paranophrys marina n. g., n. sp., a New Ciliate Associated with a Hydroid from the Northeast Pacific (Ciliata: Hymenostomatida) », Journal of Protozoology, vol. 12, no 4,‎ 1965, p. 527-531 (DOI 10.1111/J.1550-7408.1965.TB03252.X)
- (en) Jesse C. Thompson, « Ciliated protozoa of the Antarctic Peninsula : Antarctic terrestrial biology », AGU Publications,‎ 1972